# فرنسيس سميث (سياسي)
فرنسيس سميث (بالإنجليزية: Francis Ormand Jonathan Smith)‏ (و. 1806 – 1876 م) هو سياسي، ومحامي، وشخصية أعمال أمريكي، كان عضوًا في الحزب الديمقراطي، توفي عن عمر يناهز 70 عاماً.

## مناصب
تولى منصب عضو مجلس النواب الأمريكي
.